# JoKB
JoKB és un grup igualadí de música pop-rock en català i en anglès. Sílvia Farrés n'és la vocalista i va acompanyada d'una banda formada per Carles Pauné, Joan Vidal, Bernat Canals, Víctor Miguel, Adrià Tort i Raül Pendón.
JoKB va néixer l'any 2013. El primer disc contenia quatre cançons, que els va servir per començar a fer-se conèixer a la comarca de l'Anoia. L'any 2015, amb Camaleònic, es van consolidar com un grup de referència dins de la seva comarca. Van guanyar el desè certamen de música jove de l'Acampada Jove de Montblanc l'any 2016.
Amb el seu senzill Surt el Sol, van aparèixer en el programa del Canal Super3 Rat Rank. Aquest fet va fer que l'any 2018 participéssin en festivals reconeguts com l'Acampada Jove de Montblanc. L'any 2019 van publicar Ohana, un disc cuinat a foc lent que conté una col·laboració amb el grup de reggae lleidatà Koers.

## Discografia
El grup ha publicat un total de 3 discs i 2 senzills:
Discs
- JoKB, 2013
- Camaleònic, 2015
- Ohana, 2019

Senzills
- Mil Crits, 2017
- Surt el Sol, 2017